# Порнега
Порнега — река в России, протекает по Галичскому району Костромской области к югу от Галича. Исток около деревни Гарново. Течёт на запад по лесной ненаселённой местности. Устье реки находится в 25 км по правому берегу реки Челсма, около деревни Палкино. Длина реки составляет 12 км.

## Данные водного реестра
По данным государственного водного реестра России относится к Верхневолжскому бассейновому округу, водохозяйственный участок реки — Кострома от истока до водомерного поста у деревни Исады, речной подбассейн реки — Волга ниже Рыбинского водохранилища до впадения Оки. Речной бассейн реки — (Верхняя) Волга до Куйбышевского водохранилища (без бассейна Оки).
Код объекта в государственном водном реестре — 08010300112110000012403.

## Топографическая карта
- Лист карты O-38-61 Игодово. Масштаб: 1 : 100 000. Состояние местности на 1981 год. Издание 1986 г.